# Зих, Бирте
Бирте Зих (нем. Birte Siech; род. 19 марта 1967, Берлин) — немецкая гребчиха, выступавшая за сборные ГДР и Германии в конце 1980-х — начале 1990-х годов. Чемпионка летних Олимпийских игр в Сеуле, обладательница бронзовой медали Олимпиады в Барселоне, серебряная и бронзовая призёрка чемпионатов мира, победительница многих регат национального и международного значения.

## Биография
Бирте Зих родилась 19 марта 1967 года в Берлине. Проходила подготовку в столичном спортивном клубе «Берлин-Грюнау», позже состояла в клубе «Ганза» из Дортмунда.
Первого серьёзного успеха на международном уровне добилась в сезоне 1984 года, когда вошла в состав восточногерманской национальной сборной и одержала победу в распашных безрульных двойках на чемпионате мира среди юниоров в Швеции.
В 1987 году побывала на взрослом чемпионате мира в Копенгагене, откуда привезла награду серебряного достоинства, выигранную в безрульных четвёрках — в финале уступила только команде Румынии.
Благодаря череде удачных выступлений удостоилась права защищать честь страны на летних Олимпийских играх 1988 года в Сеуле — в составе команды, куда также вошли гребчихи Мартина Вальтер, Герлинда Добершюц, Карола Хорниг и рулевая Сильвия Розе, заняла в женских четвёрках первое место, завоевав тем самым золотую олимпийскую медаль. За это выдающееся достижение награждена орденом «За заслуги перед Отечеством» в золоте.
В 1990 году на мировом первенстве в Тасмании стала бронзовой призёркой в безрульных двойках.
После объединения ГДР и ФРГ Зих вошла в состав гребной сборной Германии и продолжила принимать участие в крупнейших международных регатах. Так, в 1992 году она выиграла бронзовую медаль в безрульных четвёрках на Олимпийских играх в Барселоне — здесь её экипаж опередили гребчихи из Канады и США. За это достижение удостоилась высшей спортивной награды Германии «Серебряный лавровый лист».
В 1993 году на чемпионате мира в Рачице финишировала четвёртой в программе безрульных четвёрок.
На мировом первенстве 1994 года в Индианаполисе показала четвёртый результат в безрульных двойках.